# Herwart Feuerstein
Friedrich Berthold Herwart Feuerstein (* 2. Oktober 1860 in Hochdorf bei Blankenhain; † 17. Juni 1932 in Gera) war ein deutscher Bürgermeister und Politiker.

## Leben
Feuerstein war der uneheliche Sohn von Elisabeth Christiane Franziska Grimm (geb. Feuerstein). Er war evangelisch-lutherischer Konfession und heiratete am 22. Oktober 1885 in Weida Albine Hedwig Altermann (* 10. Oktober 1865 in Weida; † 11. Januar 1949 in Gera), die Tochter des Handelsmanns Ludwig Otto Altermann in Weida.
Feuerstein war Standesbeamter und Bürgermeister in Untermhaus. Mit der Eingemeindung des Ortes Untermhaus nach Gera 1918 endete seine Tätigkeit als Bürgermeister.
Vom 27. Oktober 1895 bis zum 16. September 1889 war er Abgeordneter im Landtag Reuß jüngerer Linie. Im Landtag war er Schriftführer. 1908 wurde er mit dem Ritterkreuz mit Krone des National-Zivil-Verdienstordens/Bulgarien und 1917 mit dem großherzoglich Mecklenburgischen Verdienstkreuz in Gold des Hausordens der Wendischen Krone ausgezeichnet.